# Typhloiulus minimus
Typhloiulus minimus är en mångfotingart som beskrevs av Manfredi. Typhloiulus minimus ingår i släktet Typhloiulus och familjen kejsardubbelfotingar. Inga underarter finns listade i Catalogue of Life.